# Crocydococcus cottieri
Crocydococcus cottieri är en insektsart som först beskrevs av Brittin 1938.  Crocydococcus cottieri ingår i släktet Crocydococcus och familjen ullsköldlöss. Inga underarter finns listade i Catalogue of Life.